# Shakey Graves
Shakey Graves (родился 4 июня 1987 года, Алехандро Роуз-Гарсия) — американский музыкант из Остина, штат Техас. Исполняет музыку в жанре Американа. В его музыке сочетаются блюз, фолк, кантри и рок-н-ролл.

## Биография
Прежде чем стать известным как Шейки Грейвс, Роуз-Гарсия играл роли в фильмах «Огни ночной пятницы» и франшизе «Дети шпионов».
Шейки Грейвс стал известен после выпуска своего дебютного альбома Roll the Bones, который он в одиночку записал и выпустил в 2011 году. При записи альбома он использовал гитару и собственную конструкцию барабана, на котором можно играть ногой. Конструкция сделана из модифицированного чемодана, который функционирует как басовый барабан и подставка для бубна.
Его уникальный стиль игры привел к тому, что его попросили выступить в качестве официального «уличного музыканта» в турне «Railroad Revival» Эдварда Шарпа и Mumford & Sons в 2011 году, где он играл музыку для посетителей на входе заведения, где выступали Эдвард Шарп и Mumford & Sons, завлекая людей.
Его следующий EP The Donor Blues был выпущен в 2012 году и включает в себя коллекцию записей 2009 года.
В 2012 году Алехандро подписал контракт с Dualtone Records. Во время работы над новым альбомом он пригласил других музыкантов в свой процесс записи и концертные выступления, включая мультиинструменталистов Патрика О’Коннора, Джона Шоу и Криса Босаду, которые продюсировали альбом. Три песни являются дуэтами с экс-участницей Paper Bird Эсме Паттерсон.
Новый альбом под названием And the War Came вышел 7 октября 2014 года.
Затем Shakey Graves начал гастролировать в качестве группы из трех человек. Группа дебютировала на телевидении 14 октября 2014 года на шоу Conan, а затем появилась на Позднем шоу с Дэвидом Леттерманом, исполнив «Dearly Departed» совместно с Эсме Паттерсон. Группа исполнила свой следующий сингл «The Perfect Parts» в Позднем шоу с Сетом Мейерсом. 6 мая 2015 года группа выступила на Austin City Limits.
В сентябре 2015 года Shakey Graves получил награду как лучший молодой артист на церемонии вручения наград Americana Music Awards 2015.
9 февраля 2012 года Ли Леффингвелл, мэр Остина, объявил «День Shakey Graves».
30 июня 2017 года группа выпустила сборник The Donor Blues and Nobody’s Fool под названием Shakey Graves and the Horse He Rode In On на виниле и стриминговых сервисах под лейблом Dualtone.
Шейки Грейвс выпустила новый альбом Can’t Wake Up 4 мая 2018 года.
8 мая 2020 года Shakey Graves выпустили новый EP Look Alive EP.

## Дискография

### Альбомы
- 2011 — Roll the Bones
- 2014 — And the War Came
- 2017 — Shakey Graves and the Horse He Rode In On
- 2018 — Can’t Wake Up

### EP
- Donor Blues EP (2012)
- Nobody’s Fool (Dualtone, 2015)
- The Sleep EP (2018)
- Night Owl Sessions (2018)
- Look Alive EP (2020)